# Großer Kapberg

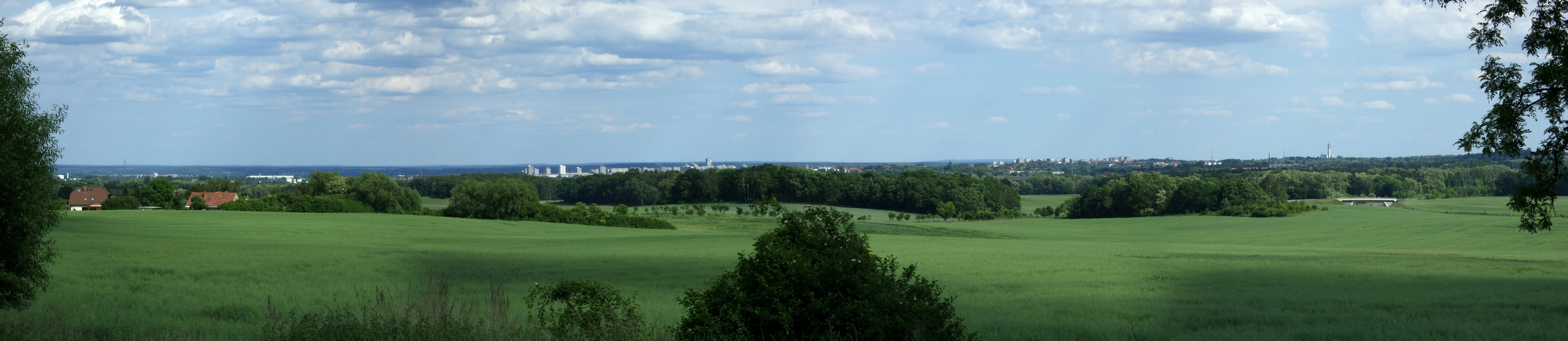
Widok ze wzgórza Großer Kapberg

Großer Kapberg – wzgórze we Frankfurcie nad Odrą, w dzielnicy Booßen, nieopodal drogi krajowej B112 (po jej wschodniej stronie); jego wysokość wynosi 116,4 m.
Na jego wierzchołku znajduje się wieża Bismarcka, jedna z dwóch tego typu wież w mieście.
Koordynaty: 52° 22′ 3″ N, 14° 27′ 45″ E.